# Pheidolini
Pheidolini là một tông kiến trong phân họ Myrmicinae.

## Appearance
The tribe of Pheidolini have a few distinguishing physical attributes: the promesonotum is domed, vàlarged, và has a divided appearance. Also, the mesonotum is elongated posteriorly and the posterior portion is sloped.